# Квинт Корнифиций (трибун 69 пр.н.е.)
Квинт Корнифиций (на латински: Quintus Cornificius) е политик на Римската република през 1 век пр.н.е. Произлиза от фамилията Корнифиции.
Той е римски конник. През 69 пр.н.е. той е народен трибун с колеги Квинт Манлий и Гай Визелий Варон. Консули тази година са Квинт Хортензий Хортал и Квинт Цецилий Метел Кретик. През 66 пр.н.е. е претор.
Баща е на Квинт Корнифиций, който е квестор през 48 пр.н.е. при Юлий Цезар.